# علاء بن الحضرمی
علاء بن الحضرمی (به عربی: العلاء بن الحضرمي) وی صحابی پیامبر اسلام، محمد و از نگارندگان قرآن برای محمد بود. محمد برای دعوت به اسلام، وی را به سوی بحرین فرستاد. پس از اینکه اهالی بحرین مسلمان شدند، محمد وی را به عنوان امیر بحرین گماشت، ابوبکر نیز در زمان خلافتش وی را ابقا کرد اما عمر حضرمی را پس از اینکه از دستورهای مبنی بر عدم حملهٔ دریایی، سرپیچی کرد برکنار ساخت و پس از درگذشت فرماندار بصره عتبة بن غزوان، عمر حضرمی را به این منصب گماشت. در جنگ‌های ارتداد ابوبکر لشکر یازده‌گانه‌ای را برای نبرد با مناطق گوناگون از قلمرویش که از اسلام خارج شدند ترتیب داده بود، یکی از این لشکرها به فرماندهی حضرمی به سوی بحرین که اهالیش از اسلام برگشته بودند فرستاده شد که وی مرتدهای بحرین را سرکوب کرد. وی به سال ٢١ هجری قمری (۶۴١ میلادی) در راه بصره درگذشت.